# Chapelle Saint-Jean de Citou

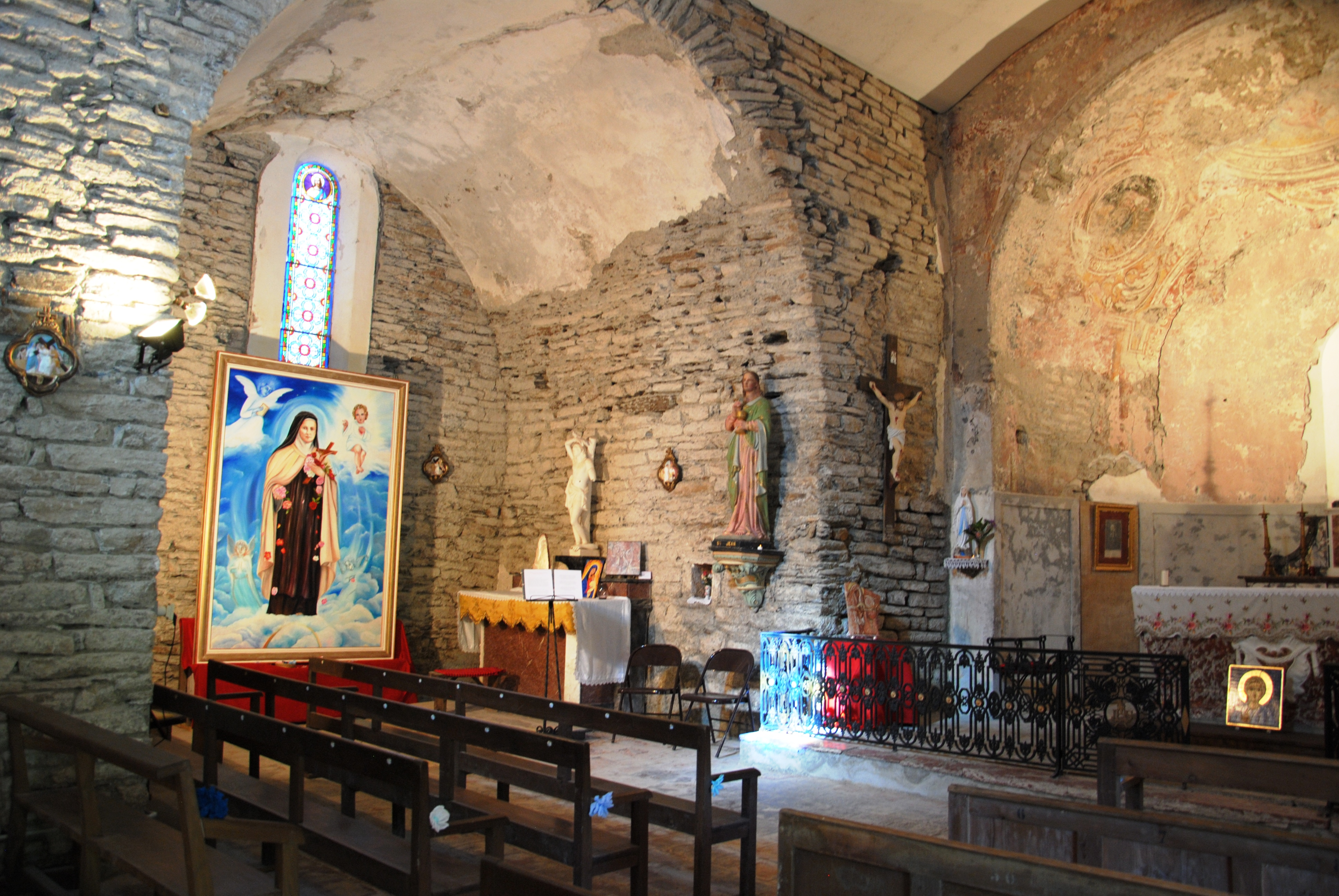
Vue intérieur.
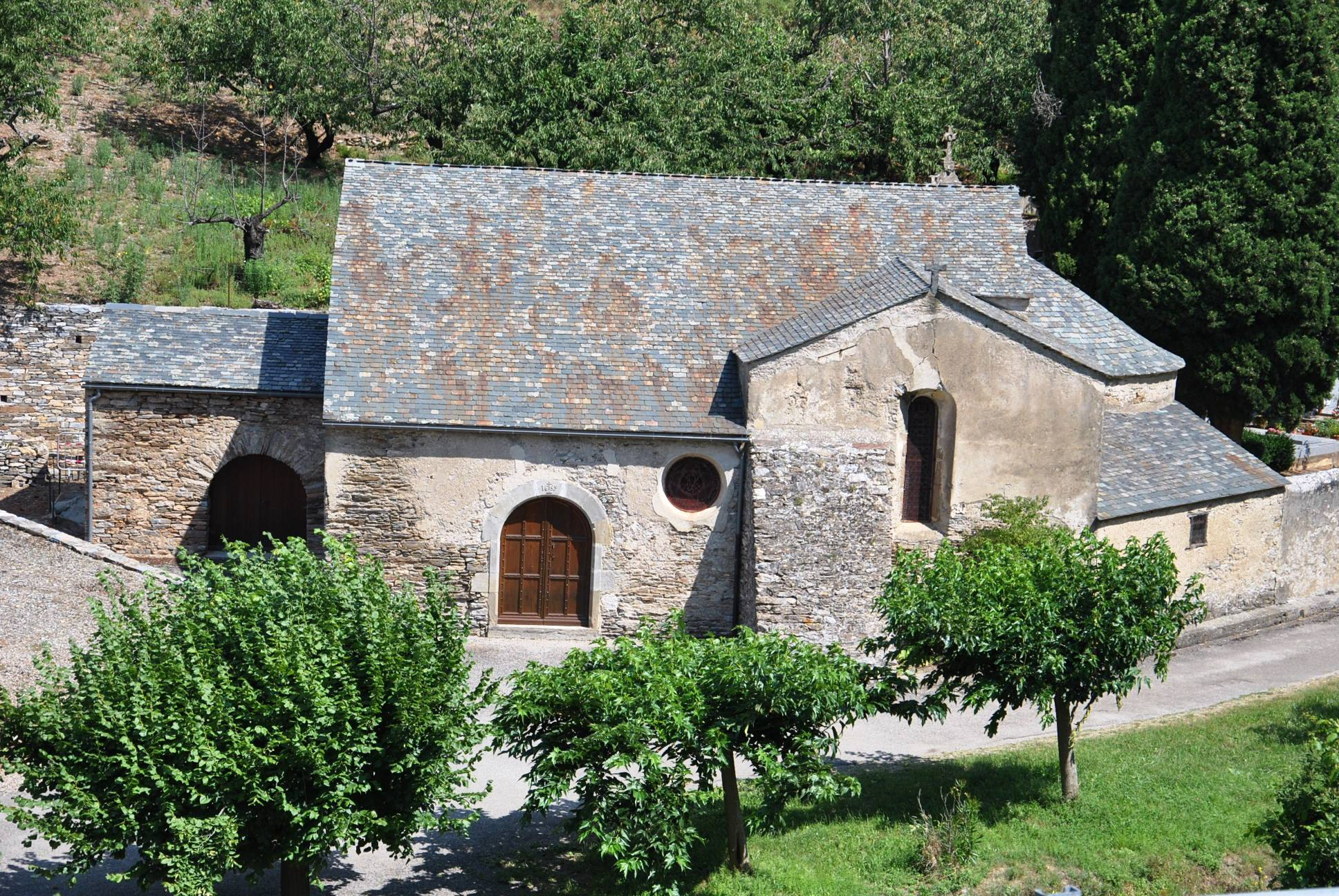
La chapelle, au bord de l'Argent Double.
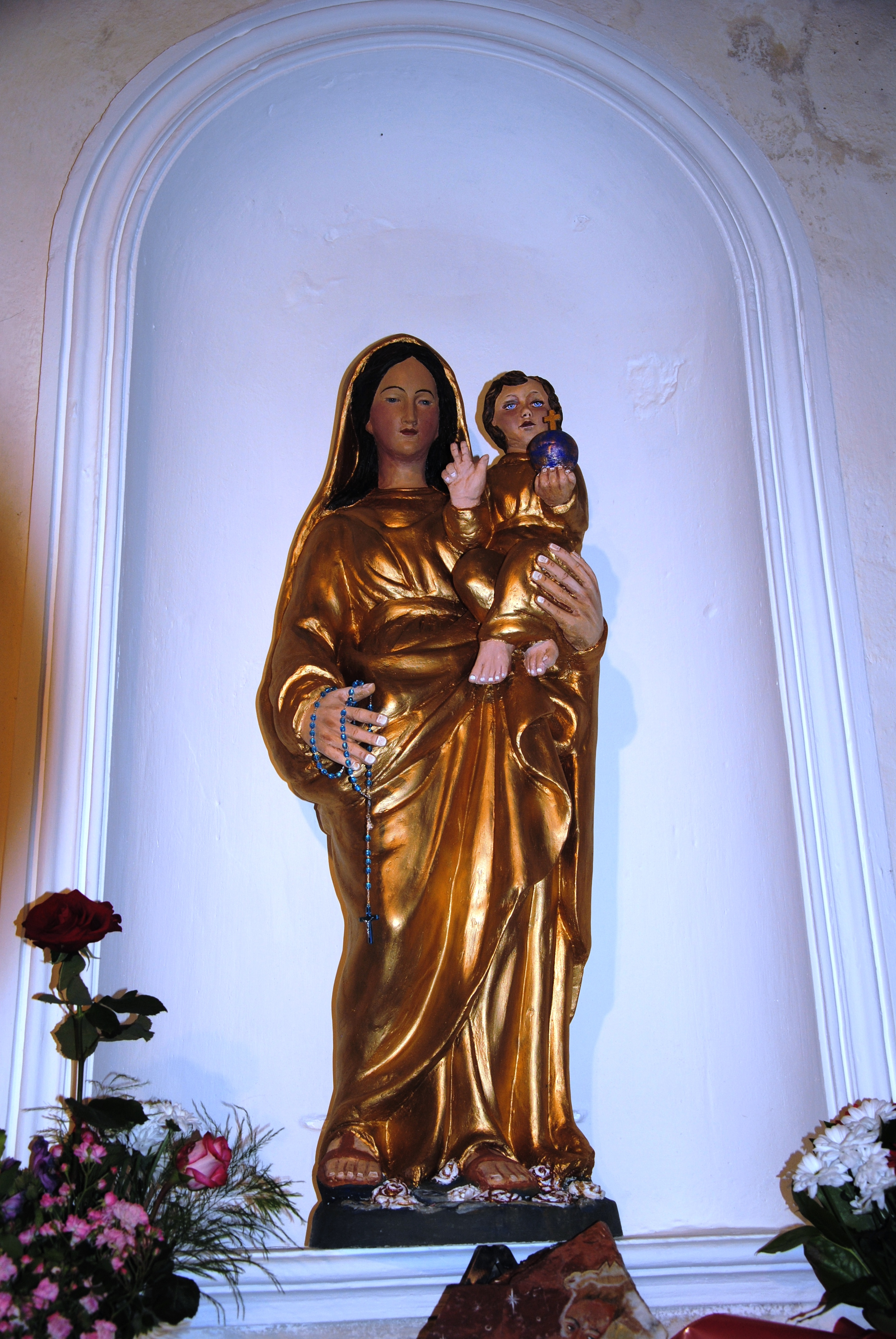
Statue de Vierge à l'enfant restaurée.

La chapelle Saint-Jean est une chapelle située à Citou dans le département français de l'Aude en région Occitanie.

## Historique
Cette chapelle est construite au XVIIe siècle. L'édifice est inscrit au titre des monuments historiques en 1948.